# Edmonton Eskimos

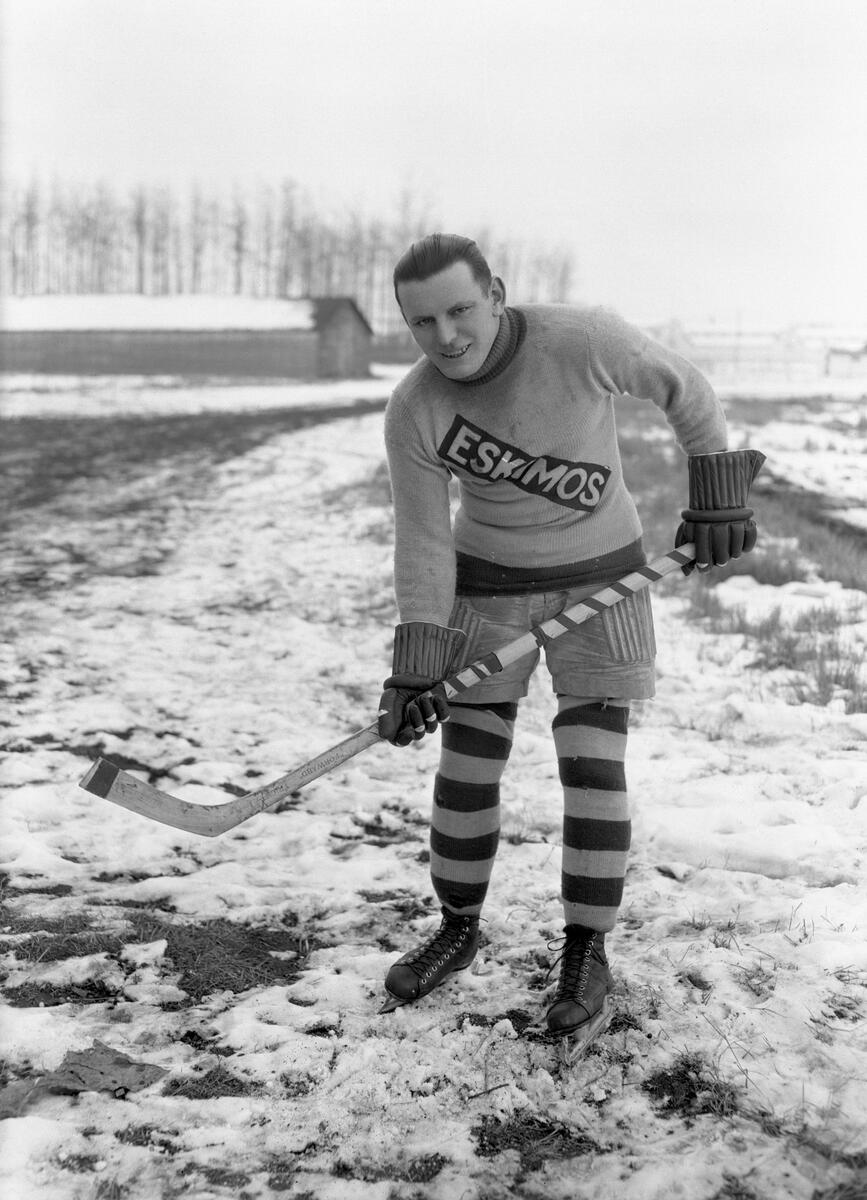
Duke Keats med Edmonton Eskimos säsongen 1921–22.

Edmonton Eskimos, först kända som Edmonton Hockey Club och Edmonton Professionals, var en kanadensisk ishockeyklubb som var verksam både på amatörnivå och professionellt åren 1905–1927.

## Historia

### 1905–1910
Edmonton Eskimos grundades 1905 som amatörklubb under namnet Edmonton Hockey Club och spelade i Alberta Amateur Hockey Association från och med 1907. Säsongen 1907–08 vann laget ligamästerskapet och utmanade därefter Montreal Wanderers om Stanley Cup i december 1908. Trots att Edmonton Hockey Club lånade in bland annat Lester Patrick, Tommy Phillips och Didier Pitre för dubbelmötet mot Wanderers föll laget med målskillnaden 10-13 efter att ha förlorat den första matchen med 3-7 och vunnit returmötet med 7-6. I januari 1910 utmanade laget åter igen om Stanley Cup i ett dubbelmöte mot Ottawa Senators men förlorade med siffrorna 4-8 och 7-13.

### 1911–1921
Edmonton Hockey Club lade ner verksamheten 1910 och omformades därefter till Edmonton Eskimos. Åren 1911–1915 spelade Edmonton Eskimos i Edmonton City Hockey League. 1919–1921 spelade laget i Big-4 League och vann ligamästerskapet säsongen 1919–20 anförda av Gordon "Duke" Keats och Russell "Barney" Stanley.

### Western Canada Hockey League
Då Big 4-League avvecklades efter säsongen 1920–21 togs Edmonton Eskimos upp i nya Western Canada Hockey League där laget spelade fram till och med säsongen 1925–26. I mars 1923 fick Eskimos chansen att spela Stanley Cup-final som mästare i WCHL. Laget förlorade dock finalserien mot Ottawa Senators med siffrorna 1-2 och 0-1. Betydande spelare i 1923 års Edmonton Eskimos var bland annat Duke Keats, Art Gagné, "Bullet Joe" Simpson, John "Crutchy" Morrison och Ty Arbour. Under lagets säsong i Western Hockey League 1925–26 spelade den blivande backstjärnan Eddie Shore för klubben. Shore såldes till Boston Bruins säsongen därefter och Eskimos spelade i Prairie Hockey League säsongen 1926–27.
Från 1932 till 1936 samt säsongen 1938–39 spelade ett Edmonton Eskimos även i Western Canada Hockey League, North West Hockey League och Alberta Senior Hockey League.